# Федотов, Михаил Афанасьевич
Михаи́л Афана́сьевич Федо́тов (12 декабря 1929 года, Якутск — 1998 год, там же) — бригадир плотников треста «Якутстрой» Якутского совнархоза; Герой Социалистического Труда.

## Биография
Федотов Михаил Афанасьевич родился 12 декабря 1929 года в Якутске в семье рабочего. По национальности — якут.
В 1938 году остался сиротой, воспитывался в республиканском детском доме.
Окончил 7 классов; затем учился в школе фабрично-заводского обучения (ФЗО) города Якутска по специальности: плотник. В одной группе с ним обучались ещё два будущих Героя Социалистического Труда (М. Ф. Алексеев и М. С. Сергеев).
- июнь 1944 года — все они втроём поступили работать в бригаду плотников в трест «Якутстрой»;
- 1949 год — участвовали в строительстве первой в Якутске буровой вышки высотой 42 метра.
- 1955 год — М. А. Федотов возглавил комсомольско-молодёжную бригаду плотников в тресте «Якутстрой» Якутского совнархоза, которую вскоре вывел в передовые.

После окончания курсов бригадиров при тресте «Хабаровскстрой» М. А. Федотов возглавил комплексную бригаду, в которой помимо бетонщиков, каменщиков и плотников, были специалисты в области отделочных и других работ.
Сам бригадир, будучи высококлассным плотником, в совершенстве владел несколькими строительными профессиями, не довольствуясь бригадирских обязанностей, работал наравне со всеми, подавая личный пример.
Указом Президиума Верховного Совета СССР от 9 августа 1958 года за выдающиеся успехи, достигнутые в строительстве и промышленности строительных материалов, Федотову Михаилу Афанасьевичу присвоено звание Героя Социалистического Труда с вручением ордена Ленина и золотой медали «Серп и Молот».
- 1961—1964 годы — следуя почину В. И. Гагановой, бригадир М. А. Федотов неоднократно переходил в отстающие бригады и выводил их в передовые.

### Общественная деятельность
Михаил Афанасьевич — член КПСС с 1956 года. Он избирался:
- членом Якутского обкома КПСС;
- членом Якутского горкома КПСС;
- Якутского областного Совета профсоюзов;
- республиканского комитета народного контроля.

## Личная жизнь
Проживал в городе Якутске; скончался в 1998 году[когда?].

## Награды
Награждён:
- 9.8.1958 — Герой Социалистического Труда.
  - Медаль № 9210.
  -  09.8.1958 — Орден Ленина № 370335.
- медалями[какими?].